# 3OH!3
3OH!3 (pronunciado "three oh three") es un dúo estadounidense de música electrónica formado en el año 2004 por Nathaniel Motte y Sean Foreman. La banda se hizo mundialmente conocida por su éxito "Don't Trust Me" el cual logró la posición #7 en Estados Unidos; posteriormente lograron un éxito moderado con el tema "Starstrukk" junto a la cantante Katy Perry y en 2010 vuelven a alcanzar el número 9 en las listas estadounidenses con el tema "My First Kiss" junto a la cantante Ke$ha.

## Miembros
Los integrantes de esta banda son Nathaniel Motte y Sean Foreman. El grupo se ha ganado fama callejera, entre otras cosas han sido teloneros de Snoop Dogg varias veces y también han tocado después de jugar el partido de ida de Denver Warped Tour en 2007. 3OH!3 ha firmado para todos los lugares de celebración de Warped Tour de 2008 y su canción "PunkBitch" está en el Tour 2008 Warped Tour Compilation la banda también ha tocado en los festivales nacionales como Bamboozle Izquierda y el festival de Pemberton en Columbia Británica. 3OH!3 realizan parodias con frecuencia y usan disfraces durante sus conciertos en vivo.
Una de sus canciones "Double vision" aparece en el juego Los Sims 3 como canción de teme electrónico.Su canción Dont`t Trust Me es una de las más conocidas y más escuchadas por sus seguidores a lo largo del mundo.

## Discografía
- 2007: 3OH!3
- 2008: Want
- 2010: Streets Of Gold
- 2013: Omens
- 2016: Night Sports
- 2021: Need

### Sencillos
- «Electroshock»
- «Holler Till You Pass Out»
- «Don´t Trust Me»
- «Starstrukk» (con Katy Perry)
- «Still Around»
- «My First Kiss» (Feat. Ke$ha)
- «Double Vision»
- «Touchin On My»
- «House Party»
- « You're Gonna Love This»
- «The Outside - Outsiders Version» (Feat. BOYS LIKE GIRLS, State Champs, The Summer Set, The Ready Set)

## Colaboraciones con otros Artistas
- «Blah Blah Blah» (Con Ke$ha)
- «Hey!» (Con Lil' Jon)
- «Starstrukk» (Con Katy Perry)
- «Follow me down»  (Con Neon Hitch)
- «My First Kiss» (Con Ke$ha)
- «My First Kiss» (Con Ashley Tisdale)

## Extras
La banda se presentará en la serie protagonizada por Ashley Tisdale y Aly Michalka, Hellcats, como una participación especial.

## Gira europea
En el año 2015 realizaron una gira muy esperada a lo largo de Europa para presentar su último disco a sus fieles seguidores del Viejo Continente. Visitaron numerosos países como Francia, Italia, España, Inglaterra, Alemania, Austria, Rumania. Ofrecieron a sus seguidores conciertos multitudinarios a lo largo del año. 